# Teodor Șimon
Teodor Șimon (n. 1869, Ragla – d. 1961, Bistrița) a fost un deputat în Marea Adunare Națională de la Alba Iulia, organismul legislativ reprezentativ al „tuturor românilor din Transilvania, Banat și Țara Ungurească”, cel care a adoptat hotărârea privind Unirea Transilvaniei cu România, la 1 decembrie 1918.:p. 77

## Biografie
Teodor Șimon a fost profesor de desen, geometrie și gimnastică la Liceul grăniceresc Năsăud în perioada 1896-1935.:p. 128

## Activitatea politică

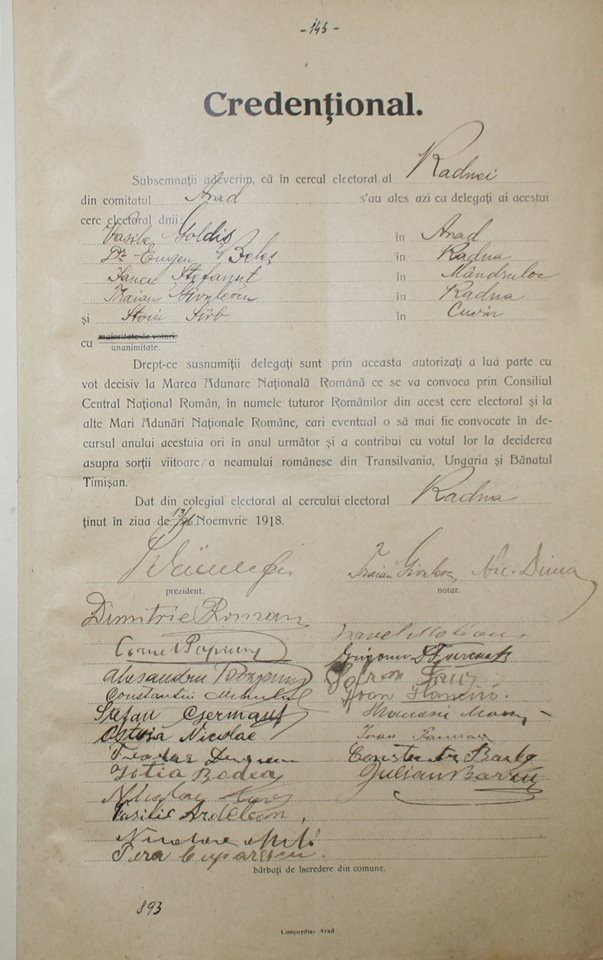
Credențional

Ca deputat în Adunarea Națională din 1 decembrie 1918 a reprezentat, ca delegat de drept, Fondurile greco-catolice din Vicariatul Rodnei.:p. 128